# 康斯坦蒂诺斯·卡瓦菲斯
康斯坦蒂诺斯·卡瓦菲斯（希臘語：Κωνσταντίνος Π. Καβάφης；1863年4月29日—1933年4月29日），希腊诗人，长居亚历山大港，作为一名记者和公务员工作。他出版了154首诗，其中几十首仍然是不完整的，或草稿的形式。他大部分重要的诗歌是在四十岁以后完成的。